# Wanda Pleszczyńska
Wanda Pleszczyńska (Wóycicka) (ur. 25 maja 1903 w Lublinie, zm. 17 grudnia 1943 w Warszawie) – polska graficzka i malarka.

## Życiorys
Jej ojciec Stefan Pleszczyński był inżynierem, a matka Waleria Downar-Zapolska była nauczycielką. Wanda kształciła się w średniej szkole muzycznej. Zdała maturę w Szkole Realnej Żeńskiej Władysława Kunickiego w Lublinie w 1921 roku. Poślubiła architekta Tadeusza Zbigniewa Wóycickiego w 1928 roku. Studiowała filologię polską na Katolickim Uniwersytecie Lubelskim w 1922 roku. Przeprowadziła się do Warszawy, gdzie uczyła się muzyki oraz kształciła się w stołecznej Szkole Malarstwa i Rysunku im. Wojciecha Gersona. Uczyła się także w prywatnej szkole Konrada Krzyżanowskiego. Studiowała w Szkole Sztuk Pięknych w Warszawie w latach 1923–1930, jej nauczycielami byli tamże Tadeusz Pruszkowski i Władysław Skoczylas. Po zakończeniu studiów zajmowała się uczeniem rysunku w warszawskich szkołach. Zaangażowała się w działania Związku Walki Zbrojnej od 1940 roku pod pseudonimami Dorotka i Sarenka, była także sekretarką kierownika wydziału ofensywnego Armii Krajowej, Władysława Szczekowskiego. Aresztowano ją 20 listopada 1943 roku, została uwięziona w Pawiaku, przebywała tam blisko miesiąc, pomimo tortur nie wydała nikogo. Rozstrzelano ją w ruinach warszawskiego getta. Jej portret olejny na desce autorstwa Jadwigi Przeradzkiej-Jędrzejewskiej z 1928–1929 roku znajduje się w Muzeum Nadwiślańskim w Kazimierzu Dolnym.

## Twórczość

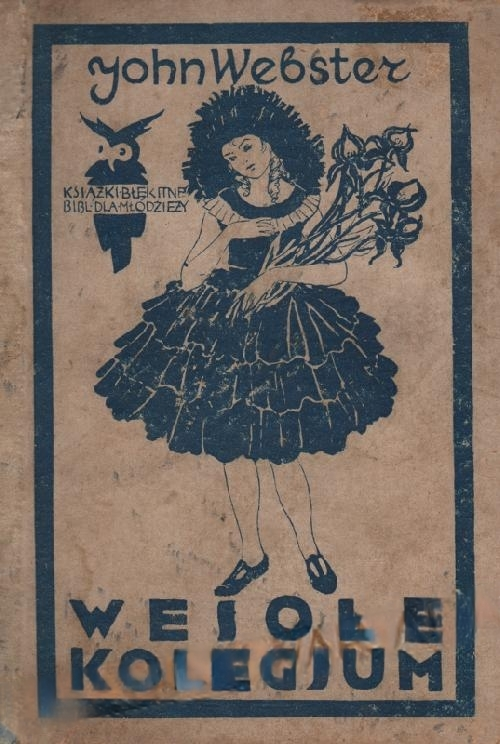
Okładka do książki Wesołe kolegjum (1928)

Zajmowała się grafiką warsztatową oraz ilustracją książkową. Poza malarstwem tworzyła także poezje. Jej drzeworyt pt. Football był prezentowany na wystawie olimpijskiej w Amsterdamie w 1928 roku (zob. Letnie Igrzyska Olimpijskie 1928), stworzyła m.in. ilustracje do polskiej edycji książki pt. Wesołe kolegium autorstwa Jean Webster z 1928 roku . Gabinet Rycin Biblioteki Jagiellońskiej posiada jej dwa drzeworyty, które powstały przed 1932 rokiem: NMP z Dzieciątkiem oraz Dziewczęta grające w piłkę.